# Vjekoslav Rukljač
Vjekoslav Rukljač (Poznanovec, 9. ožujka 1916. – Zagreb, 24. travnja 1997.), hrvatski kipar

### Školovanje
Akademski kipar, prof. Vjekoslav Rukljač rodio se 09.ožujka 1916. u Poznanovcu u Hrvatskom zagorju. Slavnu zagrebačku Obrtnu školu, smjer kiparstva, upisuje 1928., u 13-oj g života, kao izričito rijedak talent. Maturira 1932. u 16-oj godini. Nakon mature nastavlja dvogodišnju specijalku kod dvojca Ivanović – Hotko pri Obrtnoj školi u Zagrebu.
Upisuje se na odjel kiparstva 3. listopada 1937. na Akademiji likovnih umjetnosti u Zagrebu, u klasi Frane Kršinića, Roberta Frangeš-Mihanovića i Ive Kerdića. Glavni profesor mu je prof. Kršinić, ali uči usporedo kod sve trojice. Od jeseni 1941. do odlaska u partizane 1944., polaznik je kiparske specijalke prof. Frana Kršinića.

### Radni vijek
Od 1. rujna 1945. do 1948. profesor je na ll industrijskoj školi u Zagrebu, nekadašnjoj Obrtnoj školi i budućoj Školi primijenjene umjetnosti. 1948. postaje asistent na ALU u Zagrebu, a od 1950. docent, te od 1956. izvanredni i redoviti profesor na ALU punih 30 godina do umirovljenja 1986. U tom periodu dva puta je biran za dekana. Nakon 38 godina profesorskog rada i djelovanja bio je neposredno zaslužni profesor kolega dobrog dijela plejade prvaka današnjeg hrvatskog kiparstva.
Dobitnik je, 1970., Spomen-medalje Općeg sabora grada Zagreba za dugogodišnji umjetnički doprinos Zagrebu.

## Radni opus
Imao je svega tri samostalne i preko trideset skupnih izložbi u Hrvatskoj i inozemstvu. Opus rada prof. Rukljača bio je od izvođenja i postavljanja intimnih i spomeničkih skulptura u životnim, privatnim i javnim ambijentima, niz autorskih i koautorskih spomenika uglavnom povijesno-memorijalnog sadržaja, obradi temata ženske figure s kojom je i započeo svoje autorstvo i koji je uvijek bio, i ostao primat njegova stvaralačkog interesa, opus "Femina nuda", te ciklusa "Kristuši", vječne teme razapetog Krista.
Nakon umirovljenja ostao je aktivno raditi i stvarati u svom atelijeru na ALU sve do svoje smrti 24. travnja 1997. godine.

### Samostalne izložbe
- 1965. Beč, Galerie Junge Generation (20 skulptura, 1947. – 1965.)
- 1981. Zabok, „Regeneracija“ (10 skulptura, 1963. – 1980.)
- 1991. Zagreb, Umjetnički paviljon ciklus Femina nuda (42 skulpture 1947. – 1991.)

### Skupne izložbe
- 1944. Topusko
- 1946. Zagreb
- 1947. Zagreb
- 1947./48. Zagreb
- 1949. Ljubljana, Zagreb (dvije izložbe), Beograd
- 1950. Zagreb
- 1951. Zagreb, Rijeka, Cetinje, Sarajevo
- 1952. Krapina
- 1953. Zagreb (četiri izložbe), Samobor, Novi Sad
- 1954. Skopje, Zadar
- 1955. Zagreb, Rijeka
- 1956. Dubrovnik, Varaždin
- 1957. Varaždin, Čakovec
- 1959. Dubrovnik
- 1959./60. Zagreb
- 1961. Zagreb, Osijek, Sarajevo, Doboj, Zenica
- 1962. Varaždin, Čakovec
- 1963. Zagreb, Varaždin
- 1964. Zagreb, Beograd, Varaždin
- 1965. Varaždin
- 1966. Zagreb (tri izložbe), Sarajevo, Banja Luka,Beč,Varaždin, Čakovec
- 1967./68. Beograd, Dubrovnik, Sarajevo, Ljubljana,Zagreb, Varaždin, Tuzla
- 1968. Kutina
- 1969. Makarska
- 1974. Zagreb
- 1975. Zagreb, Beograd
- 1977. Zagreb
- 1979. Zagreb, Ivanić-Grad, Varaždin, Čakovec
- 1980. Zagreb
- 1981. Varšava, Zagreb
- 1982. Zagreb (dvije izložbe)
- 1984/85. Zagreb
- 1986. Pula

### Djela na otvorenom
- Istjerivanje okupatora brončani reljef 1,50 x 1,00 m, Trg Eugena Kvaternika (Trg oslobođenja) Čakovec, 1948.
- Pobjednici monumentalna brončana skulptura (šest osoba), Špiranec brijeg, Bedekovčina, 1976.
- Zanjihana ženski akt, aluminijski odljev ispred športske dvorane postavljen prigodom 90.-te godišnjice njegovog rođenja, Bedekovčina, 2006.
- Krapina[1] brončana skulptura